# Източнопруска операция
Източнопруската операция е стратегическо настъпление на съветската Червена армия срещу немския Вермахт на Източния фронт през Втората световна война. Продължава от 13 януари до 25 април 1945 г., макар някои немски части да оказват съпротива чак до 9 май. Битката за Кьонигсберг е от най-важните моменти на офанзивата и завършва с победа за Червената армия.

## Настъплението
Основният натиск на операцията е проведен от 3-ти беларуски фронт под командването на Иван Черняховски. Войските му са натоварени със задачата да тръгнат на запад към Кьонигсберг срещу отбранителните позиции на немските3-та танкова армия и 4-та армия, северните армии от Група армии „Център“ на генерал Георг-Ханс Райнхарт.
От север, на десния фланг на Черняховски, 1-ви балтийски фронт на Ованес Баграмян трябва да нападне позициите на 3-та танкова армия при река Неман и да разбие струпването на войски при Мемел. Левият фланг на Черняховски трябва да бъде подкрепян от 2-ри беларуски фронт на маршал Константин Рокосовски, който първоначално има нареждане да тръгне на северозапад към Висла през линиите на немската 2-ра армия, като по този начин откъсне цяла Източна Прусия.

### Начало на офанзивата
Съветското настъпление започва на 13 януари с тежка подготвителна бомбардировка. Първоначално Червената армия прави разочароващ прогрес. 3-ти беларуски фронт напредва само с 1,5 km през първия ден. През следващите пет дни съветите са се придвижили с едва 20 км по-нататък на цената на много жертви. Накрая, след почти две седмици тежки боеве, Червената армия започва да жъне постепенен успех, макар пак на цената на големи загуби. Защитниците имат преимуществото да разполагат със значителни укрепления при Инстербург, източно от Кьонигсберг, и около Хейлсберг. През следващите няколко дни немската 3-та танкова армия на генерал Ерхард Раус бива почти напълно унищожена и се изтегля към Кьонигсберг, докато 4-та армия на генерал Фридрих Хосбах започва да бъде обхождана по фланговете.
Срещу ожесточена съпротива, Рокосовски напада през река Нарев на 14 януари. На 20 януари той получава заповед да насочи атаката си на север към Елбинг. Тази рязка промяна на посоката изненадва Райнхарт и Хосбах. 3-ти гвардейски кавалерийски корпус завладява Аленщайн на 22 януари, застрашавайки тила на формированието на Хосбах. На 24 януари водещите танкови отряди на Рокосовски достигат брега на Висленския залив, нарушавайки наземните комуникации с останалите немски сили за цялата 4-та армия и няколко дивизии на 2-ра армия, които се оказват в капан в Източна Прусия. В същия ден Хосбах започва изтеглянето на войските си от укрепения град Льоцен, център на източнопруската отбранителна система, и се опитва да излезе от обграждането на запад.
През това време Черняховски успява да избута защитната линия от изток, изтласквайки остатъците от немската 3-та танкова армия към Кьонигсберг и Самбийския полуостров. На 28 януари силите на Баграмян завладяват Мемел. Остатъците от трите дивизии, защитаващи града, са евакуирани и предислоцирани на Самбийския полуостров, за да подкрепят тамошните защитници.

### Обсада на Кьонигсберг
След като остатъците от група армии „Център“ са овладени, съветските сили се концентрират върху изтласкването на немските части от Източна Померания и елиминирането на възможната заплаха от северния фланг по пътя си към Берлин. Райнхарт и Хосбах, които се опитват да излязат от обкръжението в Източна Прусия и да си запазят войските, са освободени от постовете си, а групата армии е поставена под командването на генерал Лотар Рендулич. Раус и щабът на унищожената 3-та танкове армия са назначени в нова формация. Отбраняващите се сили, междувременно, са обсадени на три места от армиите на Черняховски:
- 15 дивизии на 4-та армия са обградени на брега на Висленския залив. След тежки боеве, тези единици са победени на 29 март.[7]
- Остатъците от 3-та танкова армия са поставени под командването на 4-та армия и биват изолирани в битката за Кьонигсберг. Градът накрая е завзет от съветите на 9 април след много жертви и от двете страни. След тази дата немските сили около Гданския залив са преорганизирани в армия „Източна Прусия“ под командването на Дитрих фон Заукен.
- Третата група немски сили, 28-и армейски корпус под командването на генерал Ханс Голник, окупират Самбийския полуостров, където пристанището на Пилау бива задържано като последна точка за евакуация на района. Последните немски елементи са изчистени от Пилау на 25 април.

Дори и след това немски сили продължават да се съпротивляват на Висленската коса до края на войната.